# Sergei Golubitskj
Sergei Golubitskj, född den 20 december 1969 i Kiev, Ukrainska SSR, Sovjetunionen är en ukrainsk fäktare som tog OS-silver i herrarnas florett i samband med de olympiska fäktningstävlingarna 1992 i Barcelona.